# بنخامین نوال
بنخامین نوال (انگلیسی: Benjamín Noval؛ زادهٔ ۲۳ ژانویهٔ ۱۹۷۹) دوچرخه‌سوار اهل اسپانیا است. وی در مسابقات تور دو فرانس شرکت کرده است. 